# Alfa Romeo 33 Bertone Navajo
L'Alfa Romeo 33 Bertone Navajo est un concept car produit par Alfa Romeo et la Carrozzeria Bertone en 1976. Il est basé sur la plateforme et la mécanique de l'Alfa Romeo 33 Stradale.

## Histoire
L'Alfa Romeo 33 Navajo a été dévoilée au Salon de l'automobile de Genève en mars 1976. Sa ligne est vraiment spectaculaire avec ses lignes ultra tendues et sa très faible hauteur. Sa carrosserie est réalisée en fibre de verre fixée sur un châssis tubulaire N° 750.33.11.
La mécanique utilise le moteur V8 Alfa Romeo avec double arbre à cames en tête, mais dont la cylindrée est de 1.995 cm3, développant 233 Ch à 8.800 tr/min avec une injection SPICA. Le moteur est placé à l'arrière ainsi que la boîte de vitesses à 6 rapports.
Sur la même base de l'Alfa Romeo 33, plusieurs autres études de style et prototypes ont été réalisés :
- Alfa Romeo Tipo 33#Alfa Romeo 33 Stradale
- Alfa Romeo 33 Bertone Carabo
- Alfa Romeo 33 Pininfarina Coupé Prototipo Speciale
- Alfa Romeo 33 Italdesign Iguana
- Alfa Romeo 33 Pininfarina Cuneo